# イーチ・リトル・シング (曲)
「イーチ・リトル・シング」 (EACH LITTLE THING) は、1998年12月2日に発売された、 ソウル・フラワー・ユニオンのシングル。

## 解説
「イーチ・リトル・シング」は、中川敬と伊丹英子が、アイルランド音楽界の巨匠スティーヴ・クーニーのインストルメンタル曲に歌詞を付けた楽曲である。そのインストルメンタルのヴァージョンは、アコーディオン・プレイヤー、シャロン・シャノンの同名アルバム（1997年リリース）に収録されており、ソウル・フラワーの一連の「アイリッシュ・セッション」（『ロスト・ホームランド』『マージナル・ムーン』『ウィンズ・フェアグラウンド』『スクリューボール・コメディ 』など）での出逢いから産まれた唄、ということもできる。PVはアイルランドのディングル半島で撮影されており、ピンク映画の巨匠若松孝二が監督を務めている。
シングルは、その「イーチ・リトル・シング」に、代表曲「風の市」、サム・ベネットが歌うベルトルト・ブレヒト=クルト・ヴァイルの「アラバマ・ソング」、ビクトル・ハラのカバー「平和に生きる権利（ライヴ・ヴァージョン）」が収録されており、アルバム『ウィンズ・フェアグラウンド』のリード・シングルである。
「イーチ・リトル・シング」と「風の市」のレコーディングには、アルタン、ドーナル・ラニー、シェイマス・ベグリーなど、多くのアイリッシュ・トラッドのミュージシャンが参加している。

## 収録曲
1. イーチ・リトル・シング EACH LITTLE THING
2. 風の市 KAZE NO ICHI (WINDS FAIRGROUND)
3. アラバマ・ソング ALABAMA SONG
4. 平和に生きる権利 THE RIGHT TO LIVE IN PEACE / DERECHO DE VIVIR EN PAZ EL

## 備考
- M-1 スティーヴ・クーニー作曲
- M-3 ベルトルト・ブレヒト=クルト・ヴァイルのカバー。リード・ヴォーカルはサム・ベネットが担当
- M-4 ビクトル・ハラのカバー。ライヴ録音